# Сценарии развития Восточной Сибири и российского Дальнего Востока
«Сценарии развития Восточной Сибири и российского Дальнего Востока» (полное название Сценарии развития Восточной Сибири и российского Дальнего Востока в контексте политической и экономической динамики Азиатско-Тихоокеанского региона до 2030 года) — 103-страничный аналитический доклад, посвящённый сценариям развития Восточной Сибири и российского Дальнего Востока, подготовленный под научным руководством академика-секретаря Отделения общественных наук РАН, декана факультета мировой политики МГУ им. М. В. Ломоносова, экс-секретаря Совета безопасности РФ Андрея Кокошина.

## Содержание
Доклад основан на статистических данных, экспертных оценках, подкреплён ссылками на исследования и разработки учёных институтов Отделения общественных наук РАН, Сибирского отделения РАН, Дальневосточного отделения РАН, а также графиками, схемами. В докладе отмечены все основные проекты по развитию горно-металлургического комплекса, энергетики, транспортной инфраструктуры, машиностроения, сельского хозяйства, лесной и деревообрабатывающей промышленности, а также особое внимание уделено вопросам развития образования, науки и культуры в Восточной Сибири и на российском Дальнем Востоке.

## Сценарии
В рамках исследования были проработаны три следующих сценария развития Восточной Сибири и Дальнего Востока и проведены оценки их возможного влияния на социально-экономическую ситуацию в этих регионах к 2030 году:
- «От инерции к стагнации», предполагает освоение ресурсов без существенного развития инфраструктурной и технологической основы в условиях развития мировой экономики без крупных потрясений. Предполагается, что в рамках этого сценария бизнес продолжает осваивать ресурсы, опираясь, главным образом, на старую технологическую и инфраструктурную основу.

- «Падение в пропасть», описывает ситуацию в регионе в условиях мирового экономического кризиса, падения спроса на ресурсы и снижения цен на них, вследствие чего возникнут проблемы бюджетной обеспеченности. В результате постепенно будут сняты необходимые ограничения на доступ иностранных инвесторов к освоению природных ресурсов, активно будут разрабатываться наиболее эффективные месторождения на основе СРП. Освоение природных ресурсов Сибири и Дальнего Востока в этом случае будет происходить всё более бессистемно и фрагментарно, а развитие инфраструктуры будет сведено в основном к формированию инфраструктуры экспортного назначения.

- «Новые возможности», предусматривает эффективное сочетание комплексного развития ресурсного потенциала, человеческого капитала, генерации и активного использования новых знаний и технологий. В этом случае развитие минерально-сырьевой базы регионов происходит на системной основе с выделением крупных центров экономического роста. По оценкам, реализация сценария «Новые возможности» позволит увеличить совокупный ВРП регионов Восточной Сибири и Дальнего Востока в 5-6 раз к 2030 году по сравнению с 2010 годом. Среднедушевой ВРП в Восточной Сибири и на Дальнем Востоке в этом случае составит в 2030 году 48 тысяч долларов, а численность населения увеличится до 16,8 млн. человек.